# Bogaarden
Bogaarden is een dorp in de Vlaams-Brabantse gemeente Pepingen, gelegen in het Pajottenland. Bogaarden was een zelfstandige gemeente tot aan de gemeentelijke herindeling van 1977. Bogaarden is een kerndorp met een concentratie van de huizen rond de kerk gelegen op een heuvelrug (65 a 70 meter) die de waterscheiding vormt tussen twee zuid-noord gelegen valleien in de vertakte bovenloop van het Zuunbekken.

## Geschiedenis
In een akte van 1215 wordt de naam Boomgaarden reeds vermeld. Het behoorde zoals Beert tot het erfdeel van Gertrudis van Nijvel. Later kwam Boomgaarden, door huwelijk in de invloedsfsfeer van het huis van Edingen, maar het bleef een Brabantse enclave (zoals Beert) in het graafschap Henegouwen. De schepenen spraken er recht volgens het recht van Ukkel, weliswaar in de naam van de heren van Edingen. In 1670 werd Boomgaarden tot graafschap verheven.
Na de Franse invasie werd Bogaarden een gemeente in het kanton Halle van het Dijledepartement. Dit departement werd nadat de Fransen verdreven waren omgevormd tot de provincie Zuid-Brabant, de latere Belgische provincie Brabant. De gemeente Bogaarden bleef bestaan tot 1977, toen ze gefusioneerd werd met Pepingen.

## Bezienswaardigheden
- De Sint-Theodarduskerk heeft zijn oorsprong in de 11e eeuw. Het kerkgebouw is door de eeuwen heen vernieuwd en uitgebreid, met onder meer het 18e-eeuwse westportaal, het 19e-eeuwse schip en het 20e-eeuwse koor.[3]

## Natuur en landschap
Bogaaren ligt in het Pajottenland op een hoogte van 35-80 meter.

## Politiek

### Lijst van burgemeesters
- 1854- ?: J.-C.-L. Crokaert[4]
- 1872- ?: Emile-François Mariol[5][6]
- 1879- ?: L. Van Hoobrouck[7]

## Demografische ontwikkeling
- Bronnen:NIS, Opm:1831 tot en met 1970=volkstellingen; 1976 = inwoneraantal op 31 december

## Trivia
In Bogaarden werd op 12 mei 1987 een zevenvoudige moord gepleegd door Michel Van Wijnendaele die zich nog dezelfde dag van het leven beroofde toen hij werd klemgereden door de politie in Sirault.

## Nabijgelegen kernen
Pepingen, Bellingen, Heikruis, Beert, Tubize